# Wlademiro Romero
Pour les articles homonymes, voir Romero.
Wlademiro Romero, décédé en 1999 à Luanda, en Angola, est un ancien entraîneur angolais de basket-ball.

## Palmarès
- Finaliste du championnat d'Afrique 1983
- Champion d'Afrique 1995
- 3e du championnat d'Afrique 1997